# Trnavské automobilové závody

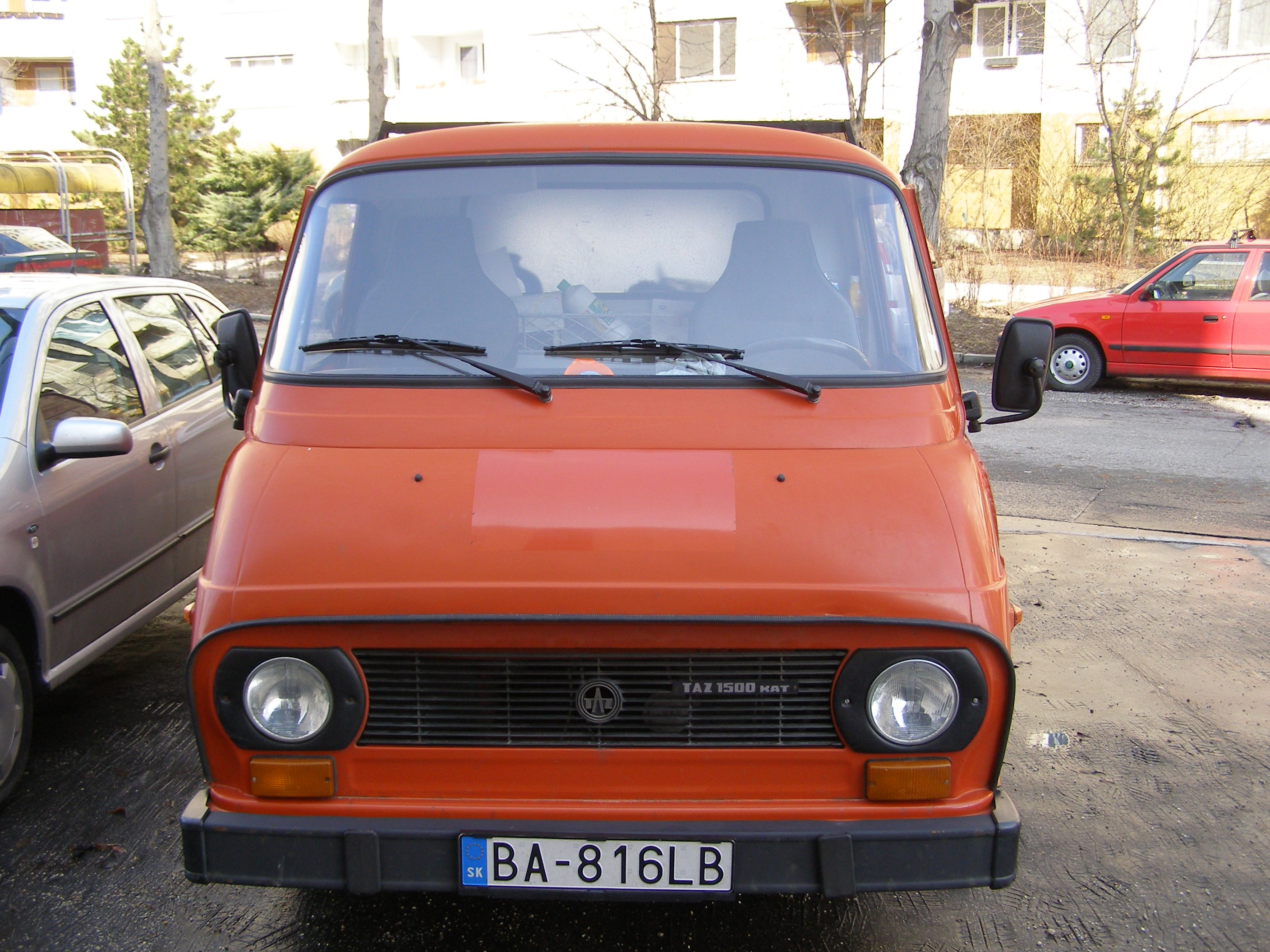
TAZ 1500.

Trnavské automobilové závody (TAZ) var en biltillverkare i Trnava i nuvarande västra Slovakien som existerade mellan 1973 och 1999. När företaget las ner köptes tillverkningsrättigheterna till skåpbilen TAZ 1500 (tidigare Škoda 1203) upp av Ocelot Auto i Tjeckien.